# Grand Prix de Fourmies 2014
La 82e édition du Grand Prix de Fourmies a eu lieu le 7 septembre 2014. La course fait partie du calendrier UCI Europe Tour 2014 en catégorie 1.HC.

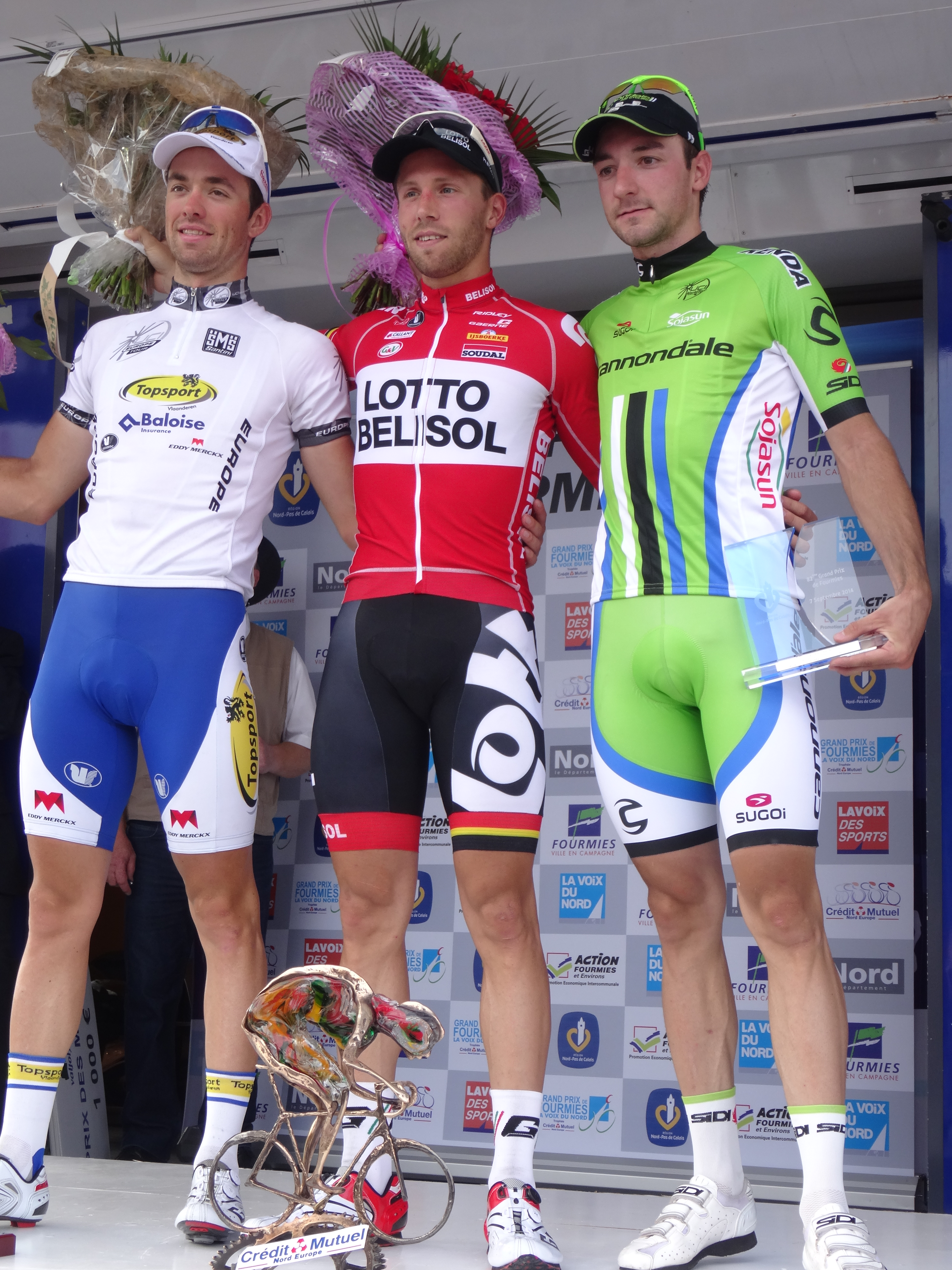
Tom Van Asbroeck (2e), Jonas Van Genechten (1er) et Elia Viviani (3e).

Elle a été remportée lors d'un sprint massif par le Belge Jonas Van Genechten (Lotto-Belisol) devant son compatriote Tom Van Asbroeck (Topsport Vlaanderen-Baloise) et l'Italien Elia Viviani (Cannondale).

## Présentation
Elle est, comme à l'accoutumée, disputée le lendemain de la classique Brussels Cycling Classic.

### Équipes
Classé en catégorie 1.HC de l'UCI Europe Tour, le Grand Prix de Fourmies est par conséquent ouvert aux UCI ProTeams dans la limite de 70 % des équipes participantes, aux équipes continentales professionnelles, aux équipes continentales françaises et à une équipe nationale française.
Dix-neuf équipes participent à ce Grand Prix de Fourmies - huit ProTeams, huit équipes continentales professionnelles et trois équipes continentales :
| UCI ProTeams        | UCI ProTeams | UCI ProTeams |
| Nom de l'équipe     | Pays         | Code         |
| ------------------- | ------------ | ------------ |
| AG2R La Mondiale    | France       | ALM          |
| Astana              | Kazakhstan   | AST          |
| Cannondale          | Italie       | CAN          |
| Europcar            | France       | EUC          |
| FDJ.fr              | France       | FDJ          |
| Lampre-Merida       | Italie       | LAM          |
| Lotto-Belisol       | Belgique     | LTB          |
| Trek Factory Racing | États-Unis   | TFR          |

| Équipes continentales professionnelles | Équipes continentales professionnelles | Équipes continentales professionnelles |
| Nom de l'équipe                        | Pays                                   | Code                                   |
| -------------------------------------- | -------------------------------------- | -------------------------------------- |
| Androni Giocattoli-Venezuela           | Italie                                 | AND                                    |
| Bretagne-Séché Environnement           | France                                 | BSE                                    |
| Cofidis                                | France                                 | COF                                    |
| Colombia                               | Colombie                               | COL                                    |
| Neri Sottoli                           | Italie                                 | NRI                                    |
| NetApp-Endura                          | Allemagne                              | TNE                                    |
| Topsport Vlaanderen-Baloise            | Belgique                               | TSV                                    |
| Wanty-Groupe Gobert                    | Belgique                               | WGG                                    |

| Équipes continentales   | Équipes continentales | Équipes continentales |
| Nom de l'équipe         | Pays                  | Code                  |
| ----------------------- | --------------------- | --------------------- |
| BigMat-Auber 93         | France                | BIG                   |
| La Pomme Marseille 13   | France                | LPM                   |
| Roubaix Lille Métropole | France                | RLM                   |

### Règlement de la course

#### Primes
Les vingt prix sont attribués suivant le barème de l'UCI,. D'autres prix sont attribués : 1 000 € pour le prix des monts, 750 € pour le prix de la combativité, 1 000 € pour le prix des sprints, 600 € pour le prix des villes et 500 € pour le prix de la meilleure équipe. Le total général des prix distribués est de 22 650 €.
| Position | 1er     | 2e      | 3e      | 4e    | 5e    | 6e    | 7e    | 8e    | 9e    | 10e à 20e |
| Prix     | 7 515 € | 3 760 € | 1 875 € | 935 € | 745 € | 565 € | 565 € | 375 € | 375 € | 190 €     |

Ainsi, Jonas Van Genechten remporte 7 515 €, Tom Van Asbroeck 3 760 €, Elia Viviani 1 875 €, Manuel Belletti 935 €, Benjamin Giraud 745 €, Baptiste Planckaert et Yohann Gène 565 €, Rudy Barbier et Rafael Andriato 375 € et enfin Romain Feillu, Davide Appollonio, Giacomo Nizzolo, Arnaud Démare, Borut Božič, Clément Venturini, Ralf Matzka, Niccolò Bonifazio, Ruslan Tleubayev, Romain Cardis et Justin Jules 190 €.

## Classements

### UCI Europe Tour
Ce Grand Prix de Fourmies attribue des points pour l'UCI Europe Tour 2014, par équipes seulement aux coureurs des équipes continentales professionnelles et continentales, individuellement à tous les coureurs sauf ceux faisant partie d'une équipe ayant un label ProTeam.
| Position           | 1er | 2e | 3e | 4e | 5e | 6e | 7e | 8e | 9e | 10e | 11e | 12e | 13e | 14e | 15e |
| Classement général | 100 | 70 | 40 | 30 | 25 | 20 | 15 | 10 | 9  | 8   | 7   | 6   | 5   | 4   | 3   |

Ainsi, Tom Van Asbroeck (2e) remporte soixante-dix points, Manuel Belletti 4e trente points, Benjamin Giraud (5e) vingt-cinq points, Baptiste Planckaert (6e) vingt points, Rudy Barbier (8e) dix points, Rafael Andriato (9e) neuf points, Romain Feillu (10e) huit points et Clément Venturini (15e) trois points. Jonas Van Genechten (1er), Elia Viviani (3e), Yohann Gène (7e), Davide Appollonio (11e), Giacomo Nizzolo (12e), Arnaud Démare (13e) et Borut Božič (14e) ne remporte pas de points, car ils sont membres d'équipes ProTeams.

## Liste des participants
- Liste de départ complète

| Légende | Légende                                                                    | Légende | Légende                                                    |
| ------- | -------------------------------------------------------------------------- | ------- | ---------------------------------------------------------- |
| Num     | Dossard de départ porté par le coureur sur ce Grand Prix de Fourmies       | Pos     | Position à l'arrivée de la course                          |
|         | Indique un maillot de champion national ou mondial, suivi de sa spécialité | NP      | Indique un coureur qui n'a pas pris le départ de la course |
| AB      | Indique un coureur qui n'a pas terminé la course                           | HD      | Indique un coureur qui a terminé la course hors des délais |

| FDJ.fr FDJ | FDJ.fr FDJ                    | FDJ.fr FDJ |
| ---------- | ----------------------------- | ---------- |
| Num        | Coureur                       | Pos        |
| 1          | Arnaud Démare (FRA) (Route)   | 13e        |
| 2          | David Boucher (FRA)           | 33e        |
| 3          | Sébastien Chavanel (FRA)      | 79e        |
| 4          | Jussi Veikkanen (FIN) (Route) | AB         |
| 5          | Mickaël Delage (FRA)          | 42e        |
| 6          | Anthony Geslin (FRA)          | 114e       |
| 7          | Francis Mourey (FRA)          | 97e        |
| 8          | Jérémy Roy (FRA)              | 63e        |

| Lotto-Belisol LTB | Lotto-Belisol LTB           | Lotto-Belisol LTB |
| ----------------- | --------------------------- | ----------------- |
| Num               | Coureur                     | Pos               |
| 11                | André Greipel (GER) (Route) | 103e              |
| 12                | Tony Gallopin (FRA)         | 92e               |
| 13                | Lars Ytting Bak (DEN)       | 75e               |
| 14                | Tiesj Benoot (BEL)          | 44e               |
| 15                | Kenny Dehaes (BEL)          | 120e              |
| 16                | Marcel Sieberg (GER)        | 48e               |
| 17                | Jonas Van Genechten (BEL)   | 1er               |
| 18                | Boris Vallée (BEL)          | AB                |

| Europcar EUC | Europcar EUC              | Europcar EUC |
| ------------ | ------------------------- | ------------ |
| Num          | Coureur                   | Pos          |
| 21           | Giovanni Bernaudeau (FRA) | 46e          |
| 22           | Romain Cardis (FRA)       | 19e          |
| 23           | Yohann Gène (FRA)         | 7e           |
| 24           | Romain Guillemois (FRA)   | 40e          |
| 25           | Fabrice Jeandesboz (FRA)  | 69e          |
| 26           | Alexandre Pichot (FRA)    | AB           |
| 27           | Morgan Lamoisson (FRA)    | 56e          |
| 28           | Angélo Tulik (FRA)        | 43e          |

| Lampre-Merida LAM | Lampre-Merida LAM       | Lampre-Merida LAM |
| ----------------- | ----------------------- | ----------------- |
| Num               | Coureur                 | Pos               |
| 31                | Sacha Modolo (ITA)      | AB                |
| 32                | Niccolò Bonifazio (ITA) | 17e               |
| 33                | Davide Cimolai (ITA)    | AB                |
| 34                | Mattia Cattaneo (ITA)   | AB                |
| 35                | Luca Dodi (ITA)         | 68e               |
| 36                | Andrea Palini (ITA)     | 29e               |
| 37                | Luca Wackermann (ITA)   | 53e               |
| 38                | Xu Gang (CHN)           | AB                |

| Astana AST | Astana AST              | Astana AST |
| ---------- | ----------------------- | ---------- |
| Num        | Coureur                 | Pos        |
| 41         | Lieuwe Westra (NED)     | 110e       |
| 42         | Borut Božič (SLO)       | 14e        |
| 43         | Andriy Grivko (UKR)     | 55e        |
| 44         | Dmitriy Gruzdev (KAZ)   | AB         |
| 45         | Francesco Gavazzi (ITA) | 86e        |
| 46         | Maxim Iglinskiy (KAZ)   | AB         |
| 47         | Arman Kamyshev (KAZ)    | 64e        |
| 48         | Ruslan Tleubayev (KAZ)  | 18e        |

| Cannondale CAN | Cannondale CAN         | Cannondale CAN |
| -------------- | ---------------------- | -------------- |
| Num            | Coureur                | Pos            |
| 51             | Daniele Ratto (ITA)    | AB             |
| 52             | Michel Koch (GER)      | 35e            |
| 53             | Kristjan Koren (SLO)   | 80e            |
| 54             | Alan Marangoni (ITA)   | 98e            |
| 55             | Jean-Marc Marino (FRA) | 126e           |
| 56             | Moreno Moser (ITA)     | 118e           |
| 57             | Fabio Sabatini (ITA)   | 99e            |
| 58             | Elia Viviani (ITA)     | 3e             |

| AG2R La Mondiale ALM | AG2R La Mondiale ALM     | AG2R La Mondiale ALM |
| -------------------- | ------------------------ | -------------------- |
| Num                  | Coureur                  | Pos                  |
| 61                   | Maxime Daniel (FRA)      | 58e                  |
| 62                   | Romain Bardet (FRA)      | 91e                  |
| 63                   | Davide Appollonio (ITA)  | 11e                  |
| 64                   | Gediminas Bagdonas (LTU) | 77e                  |
| 65                   | Samuel Dumoulin (FRA)    | 49e                  |
| 66                   | Blel Kadri (FRA)         | AB                   |
| 67                   | Sébastien Minard (FRA)   | 88e                  |
| 68                   | Matteo Montaguti (ITA)   | 96e                  |

| Trek Factory Racing TFR | Trek Factory Racing TFR | Trek Factory Racing TFR |
| ----------------------- | ----------------------- | ----------------------- |
| Num                     | Coureur                 | Pos                     |
| 71                      | Giacomo Nizzolo (ITA)   | 12e                     |
| 72                      | Fumiyuki Beppu (JPN)    | 109e                    |
| 73                      | Laurent Didier (LUX)    | 87e                     |
| 74                      | Danilo Hondo (GER)      | AB                      |
| 75                      | Markel Irizar (ESP)     | 105e                    |
| 76                      | Danny van Poppel (NED)  | 104e                    |
| 77                      | Grégory Rast (SUI)      | 111e                    |
| 78                      | Calvin Watson (AUS)     | 60e                     |

| Androni Giocattoli-Venezuela AND | Androni Giocattoli-Venezuela AND | Androni Giocattoli-Venezuela AND |
| -------------------------------- | -------------------------------- | -------------------------------- |
| Num                              | Coureur                          | Pos                              |
| 81                               | Franco Pellizotti (ITA)          | AB                               |
| 82                               | Diego Rosa (ITA)                 | 112e                             |
| 83                               | Gianfranco Zilioli (ITA)         | 67e                              |
| 84                               | Manuel Belletti (ITA)            | 4e                               |
| 85                               | Emanuele Sella (ITA)             | 73e                              |
| 86                               | Tiziano Dall'Antonia (ITA)       | 71e                              |
| 87                               | Kenny van Hummel (NED)           | 39e                              |
| 88                               | Antonio Parrinello (ITA)         | 24e                              |

| Bretagne-Séché Environnement BSE | Bretagne-Séché Environnement BSE | Bretagne-Séché Environnement BSE |
| -------------------------------- | -------------------------------- | -------------------------------- |
| Num                              | Coureur                          | Pos                              |
| 91                               | Romain Feillu (FRA)              | 10e                              |
| 92                               | Florian Guillou (FRA)            | 72e                              |
| 93                               | Brice Feillu (FRA)               | 122e                             |
| 94                               | Jean-Marc Bideau (FRA)           | 57e                              |
| 95                               | Anthony Delaplace (FRA)          | 107e                             |
| 96                               | Arnaud Gérard (FRA)              | 52e                              |
| 97                               | Christophe Laborie (FRA)         | 59e                              |
| 98                               | Benjamin Le Montagner (FRA)      | AB                               |

| Cofidis COF | Cofidis COF              | Cofidis COF |
| ----------- | ------------------------ | ----------- |
| Num         | Coureur                  | Pos         |
| 101         | Adrien Petit (FRA)       | 37e         |
| 102         | Julien Fouchard (FRA)    | 117e        |
| 103         | Christophe Laporte (FRA) | 28e         |
| 104         | Cyril Lemoine (FRA)      | 32e         |
| 105         | Florian Sénéchal (FRA)   | 27e         |
| 106         | Julien Simon (FRA)       | 101e        |
| 107         | Clément Venturini (FRA)  | 15e         |
| 108         | Anthony Turgis (FRA)     | 30e         |

| Colombia COL | Colombia COL                       | Colombia COL |
| ------------ | ---------------------------------- | ------------ |
| Num          | Coureur                            | Pos          |
| 111          | Leonardo Duque (COL)               | 31e          |
| 112          | Juan Esteban Arango (COL)          | AB           |
| 113          | Jarlinson Pantano (COL)            | 106e         |
| 114          | Edward Díaz (COL)                  | 115e         |
| 115          | Fabio Duarte (COL)                 | 62e          |
| 116          | Miguel Ángel Rubiano (COL) (Route) | AB           |
| 117          | Juan Pablo Valencia (COL)          | AB           |
| 118          | Carlos Quintero (COL)              | AB           |

| NetApp-Endura TNE | NetApp-Endura TNE         | NetApp-Endura TNE |
| ----------------- | ------------------------- | ----------------- |
| Num               | Coureur                   | Pos               |
| 121               | Cesare Benedetti (ITA)    | 47e               |
| 122               | Bartosz Huzarski (POL)    | 74e               |
| 123               | Ralf Matzka (GER)         | 16e               |
| 124               | Erick Rowsell (GBR)       | 125e              |
| 125               | Andreas Schillinger (GER) | 90e               |
| 126               | Zakkari Dempster (AUS)    | AB                |
| 127               | Michael Schwarzmann (GER) | AB                |
| 128               | Alexander Krieger (GER)   | 113e              |

| Topsport Vlaanderen-Baloise TSV | Topsport Vlaanderen-Baloise TSV | Topsport Vlaanderen-Baloise TSV |
| ------------------------------- | ------------------------------- | ------------------------------- |
| Num                             | Coureur                         | Pos                             |
| 131                             | Victor Campenaerts (BEL)        | 108e                            |
| 132                             | Pieter Vanspeybrouck (BEL)      | 36e                             |
| 133                             | Tom Van Asbroeck (BEL)          | 2e                              |
| 134                             | Thomas Sprengers (BEL)          | 41e                             |
| 135                             | Tim Declercq (BEL)              | NP                              |
| 136                             | Sander Helven (BEL)             | 54e                             |
| 137                             | Pieter Jacobs (BEL)             | 89e                             |
| 138                             | Zico Waeytens (BEL)             | 21e                             |

| Wanty-Groupe Gobert WGG | Wanty-Groupe Gobert WGG  | Wanty-Groupe Gobert WGG |
| ----------------------- | ------------------------ | ----------------------- |
| Num                     | Coureur                  | Pos                     |
| 141                     | Jérôme Baugnies (BEL)    | 26e                     |
| 142                     | Tim De Troyer (BEL)      | 22e                     |
| 143                     | Thomas Degand (BEL)      | 61e                     |
| 144                     | Wesley Kreder (NED)      | 123e                    |
| 145                     | Michel Kreder (NED)      | 34e                     |
| 146                     | Kevin Seeldraeyers (BEL) | 124e                    |
| 147                     | Nico Sijmens (BEL)       | 94e                     |
| 148                     | Kévin Van Melsen (BEL)   | 81e                     |

| Neri Sottoli NRI | Neri Sottoli NRI        | Neri Sottoli NRI |
| ---------------- | ----------------------- | ---------------- |
| Num              | Coureur                 | Pos              |
| 151              | Francesco Chicchi (ITA) | AB               |
| 152              | Rafael Andriato (BRA)   | 9e               |
| 153              | Simone Ponzi (ITA)      | 38e              |
| 154              | Francesco Failli (ITA)  | 65e              |
| 155              | Andrea Fedi (ITA)       | 23e              |
| 156              | Mauro Finetto (ITA)     | 66e              |
| 157              | Fabio Taborre (ITA)     | 70e              |
| 158              | Matteo Rabottini (ITA)  | 102e             |

| BigMat-Auber 93 BIG | BigMat-Auber 93 BIG       | BigMat-Auber 93 BIG |
| ------------------- | ------------------------- | ------------------- |
| Num                 | Coureur                   | Pos                 |
| 161                 | Stéphane Rossetto (FRA)   | 84e                 |
| 162                 | Yannis Yssaad (FRA)       | 121e                |
| 163                 | Flavien Dassonville (FRA) | AB                  |
| 164                 | Maxime Renault (FRA)      | 85e                 |
| 165                 | Alo Jakin (EST) (Route)   | 76e                 |
| 166                 | David Menut (FRA)         | 83e                 |
| 167                 | Steven Tronet (FRA)       | 95e                 |
| 168                 | Théo Vimpère (FRA)        | AB                  |

| Roubaix Lille Métropole RLM | Roubaix Lille Métropole RLM | Roubaix Lille Métropole RLM |
| --------------------------- | --------------------------- | --------------------------- |
| Num                         | Coureur                     | Pos                         |
| 171                         | Baptiste Planckaert (BEL)   | 6e                          |
| 172                         | Rudy Barbier (FRA)          | 8e                          |
| 173                         | Timothy Dupont (BEL)        | 119e                        |
| 174                         | Julien Duval (FRA)          | AB                          |
| 175                         | Quentin Jauregui (FRA)      | 116e                        |
| 176                         | Rudy Kowalski (FRA)         | 93e                         |
| 177                         | Romain Pillon (FRA)         | AB                          |
| 178                         | Maxime Vantomme (BEL)       | 78e                         |

| La Pomme Marseille 13 LPM | La Pomme Marseille 13 LPM  | La Pomme Marseille 13 LPM |
| ------------------------- | -------------------------- | ------------------------- |
| Num                       | Coureur                    | Pos                       |
| 181                       | Rémy Di Grégorio (FRA)     | 51e                       |
| 182                       | Grégoire Tarride (FRA)     | 100e                      |
| 183                       | Domingos Gonçalves (POR)   | 25e                       |
| 184                       | Justin Jules (FRA)         | 20e                       |
| 185                       | Benjamin Giraud (FRA)      | 5e                        |
| 186                       | Clément Saint-Martin (FRA) | 50e                       |
| 187                       | José Gonçalves (POR)       | 45e                       |
| 188                       | Yoann Paillot (FRA)        | 82e                       |